# Buchszene
Die Buchszene (Eigenschreibweise: buchSZENE) ist ein Kundenmagazin bzw. eine Kundenzeitschrift für den deutschen Buchhandel. Die Buchszene erscheint seit dem Jahr 2002 in einer Auflage von rund 70.000 Exemplaren (Stand: Juni 2024) in fünf Ausgaben pro Jahr. Herausgeber ist die Agentur Buchwerbung der Neun in München.

## Konzept
Inhaltlich bietet das Magazin Interviews mit namhaften Buchautoren wie Martin Suter, Maja Lunde, Wolfgang Joop, Volker Kutscher, Benedict Wells, Celeste Ng, Jörg Maurer, Kai Strittmatter, Martin Walser und Orhan Pamuk, des Weiteren Porträts von Schriftstellern, Hintergrundinformationen zum Literaturbetrieb und Vorstellungen aktueller Neuerscheinungen und Bestseller auf dem Buchmarkt. Auch Leitmedien wie die Münchner Abendzeitung zitieren Rezensionen der Buchszene. Neben den Publikationen der Großverlage stellt die Buchszene auch unabhängige und nicht zu Konzernen gehörende Verlage vor. Zudem veranstaltet die Buchszene gemeinsam mit renommierten Verlagen wie dem Piper Verlag Schreibwettbewerbe und vergibt Leserpreise. Bekanntester Autor der buchSZENE ist der Schriftsteller Jörg Steinleitner, der von 2004 bis 2009 als Redaktionsleiter fungierte. Als Gastautor gibt seit 2016 der aus dem Fernsehen (ARD Druckfrisch) bekannte Literaturkritiker Denis Scheck Leseempfehlungen in der Buchszene.

## Verbreitung
Das Magazin Buchszene wird von rund 400 Buchhandlungen in ganz Deutschland an Leser und Leserinnen kostenlos verteilt. Zusätzlich wird die Buchszene in Literaturhäusern, auf Buchmessen sowie über Lesezirkel in Privathaushalten, Arztpraxen, bei Friseuren, Fitnessstudios und in Cafés verteilt. Rund 450 Abonnentinnen beziehen das Buchszene Magazin zu einem Jahrespreis von 14,90 EUR (Stand: Juni 2024). Die Buchszene gibt es auch als Online-Version zum digitalen Blättern.

## Online
Redaktionell ist die Buchszene mit der Online-Plattform www.buchszene.de verbunden, deren Redaktion Jörg Steinleitner seit 2013 leitet. Zum Teil gibt es zwischen Buchszene und buchszene.de inhaltliche Überschneidungen.